# Тяпче
Тя́пче — село Долинської громади Калуського району Івано-Франківської області України.

## Історія
У податковому реєстрі 1515 року в селі Тепчалука документується піп (отже, уже тоді була церква) і 6 ланів (близько 150 га) оброблюваної землі.
У 1939 році в селі проживало 930 мешканців (915 українців, 10 поляків і 5 німців та інших національностей).

## Населення

### Мова
Розподіл населення за рідною мовою за даними перепису 2001 року:
| Мова       | Кількість | Відсоток |
| ---------- | --------- | -------- |
| українська | 1468      | 99.80%   |
| російська  | 2         | 0.14%    |
| білоруська | 1         | 0.06%    |
| Усього     | 1471      | 100%     |

## Особистості

### Народилися
- Дорош Олег (с. Тяпче) — український співак, тенор, соліст джаз-ансамблю «Медікус».;
- Корпан Микола (1897—1918) — вояк Студентського куреня армії УНР, загинув у Бою під Крутами. Перепохований разом з іншими студентами-вояками на Аскольдовій могилі у Києві 19 березня 1918 року. На його честь названа одна з вулиць Тяпче, а 17 жовтня 2010 року йому відкрито пам'ятник.[4]
- Павлишин Лука — заступник керівника Північної похідної групи ОУН (1941—1942), обласний командир загонів УНС Дрогобиччини (1942).

### Проживають
- Сенів Віталій Омелянович — майстер спорту України міжнародного класу з легкої атлетики (100 м та 200 м, 4х100м), член збірної команди України з легкої атлетики в 1993—2001 рр., неодноразово ставав чемпіоном України, призером першості Європи, переможець Кубку Європи, учасник чемпіонату світу, всесвітньої універсіади, олімпійських Ігор серед військовослужбовців (3 місце на 100 м і 2 місце в естафеті 4х100 м). Найкращі результати: 100 м — 10,34 сек. (Київ, Чемпіонат України, 1996 рік, 8 місце); 200 м — 20.70 сек. (Київ, Кубок України, 1998 рік, 1 місце), 4×100 м — 39,01 сек (Лахті, Фінляндія, Кубок Європи, 1 місце). Рекорд України серед юніорів 4×100 м — 40,21 сек. (Іспанія, Сан-Себастьян, Першість Європи серед юніорів, 3 місце).
- Пастух Іван Русланович - (нар. 18 березня 1998, село Тяпче , Івано-Франківська область, Україна) — український футболіст, центральний захисник клубу «Скала» (Стрий).

## Пам'ятки
- Гошівський болотний масив, урочище Гачки — ботанічна пам'ятка природи місцевого значення.
- 17 жовтня 2010 року було відкрито пом'ятник Корпанові Миколі.
- 24 вересння 2024 року погруддя Ольги Дучимінськогї.

## Релігія
В селі розташовано два храми. Перший храм належить громаді ПЦУ, інший - УГКЦ.

## Соціальна сфера
- ЗОШ І-ІІІ ст.[5]
- Амбулаторія[6]

## Спорт
Тяпче відоме у районі і за його межами своїми спортивними досягнення. 
Непогані результати з футболу. ФК «Свіча» (Тяпче) одна з найстаріших команд в районі, яка займає почесне місце серед найкращих команд.
ТФК( Тяпче) - новачок, але показує не гірші результати, ніж ФК «Свіча» (Тяпче).